# Carla Peterson
Carla Constanza Peterson (Córdoba, 6 aprile 1974) è un'attrice e regista teatrale argentina.

## Vita privata
Dal 2011 ha una relazione con il politico argentino Martín Lousteau. Il 23 settembre 2012 si sposano a New Haven, Stati Uniti. Hanno un figlio di nome Gaspar, nato il 26 gennaio 2013.

## Filmografia

### Cinema
- La ventana, regia di Carlos Sorín (2009)
- El mural, regia di Héctor Olivera (2010)
- Medianeras - Innamorarsi a Buenos Aires (Medianeras), regia di Gustavo Taretto (2011)
- Dos más dos, regia di Diego Kaplan (2012)
- Las insoladas, regia di Gustavo Taretto (2014)
- Una noche de amor, regia di Hernán Guerschuny (2016)
- Inseparabili (Inseparables), regia di Marcos Carnevale (2016)
- Mamá se fue de viaje, regia di Ariel Winograd (2017)
- Recreo, regia di Hernán Guerschuny e Jazmín Stuart (2018)
- Animal, regia di Armando Bó (2018)
- El gerente, regia di Ariel Winograd (2022)
- Blondi, regia di Dolores Fonzi (2023)
- No me rompan, regia di Azul Lombardía (2023)

### Televisione
- Princesa – serial TV (1992)
- Aprender a volar – serial TV (1994)
- Montaña rusa – serial TV (1994-1995)
- La nena – serial TV (1995)
- Por siempre mujercitas – serial TV (1996)
- Naranja y media – serial TV (1997)
- La nocturna – serial TV (1998)
- Los Acosta – serial TV (1998)
- Verano del '98 – serial TV (1999-2000)
- EnAmorArte – serial TV (2001)
- Son amores – serial TV (2002-2003)
- La niñera – serial TV (2004)
- Los pensionados – serial TV (2004)
- Amarte así – serial TV (2004)
- Mujeres asesinas – serial TV, 1 episodio (2005)
- Sos mi vida – serial TV (2006-2007)
- Lalola – serial TV (2007-2008)
- Los exitosos Pells – serial TV (2008-2009)
- Un año para recordar – serial TV (2011)
- Los únicos – serial TV (2011)
- Tiempos compulsivos – serial TV (2012-2013)
- En terapia – serial TV (2013)
- Guapas – serial TV (2014-2015)
- Dispuesto a todo – serial TV (2015)
- Educando a Nina – serial TV (2016)
- Cien días para enamorarse – serial TV (2018)
- Edha – serie TV (2018)
- Reacción en cadena – serie TV (2019)
- Felice o quasi  (Casi feliz) – serie TV (2020)
- 100 días para enamorarnos – serie TV (2021)
- Terapia di coppia... aperta (Terapia alternativa) (2021-2024)
- L'Eternauta (El Eternauta) – serie TV (2025)

### Doppiaggio
- Colette Tatou in Ratatouille (2007) (doppiaggio argentino)
- Clarita in Plumíferos (2010)

## Videografia
- 1999 – Babasónicos - Desfachatados
- 2019 – Jimena Barón - Se acabó[7]

## Teatro
- Chicas católicas (2000-2001)
- Todo está bien si termina bien (2001-2002)
- Para todos los gustos (2002)
- El castillo de Kafka (2004-2005)
- ¿Quien es Janet? (2005)
- Comedia (2006-2007)
- Ceremonia enamorada (2007-2008)
- Corazón idiota (2009-2010)
- La guerra de los Rose (2011)
- Venus en piel (2015)
- Reverso (2024)

## Riconoscimenti
- Premio Martín Fierro
  - 2002 – Candidatura all'actriz de reparto per Son amores
  - 2006 – Candidatura all'actriz de reparto en comedia per Sos mi vida
  - 2007 – Actriz protagonista de comedia per Lalola
  - 2008 – Actriz protagonista de comedia per Lalola
  - 2009 – Actriz protagonista de comedia per Los exitosos Pells
  - 2015 – Actriz protagonista de ficción diaria per Guapas
  - 2019 – Actriz protagonista en ficción diaria per Cien días para enamorarse[8]
- Premio Martín Fierro de la Moda
  - 2023 – Actriz con mejor estilo[9]
- Premio Clarín
  - 2002 – Actriz revelación per Son amores
  - 2007 – Actriz de comedia per Lalola
  - 2008 – Actriz de comedia per Lalola
  - 2009 – Candidatura all'actriz de comedia per Los exitosos Pells
- Premio Konex
  - 2011 – Diploma al mérito: Actriz de televisión de la década
  - 2021 – Diploma al mérito: Actriz de televisión de la década
- Premio Tato
  - 2012 – Candidatura alla mejor actriz de reparto en ficción unitaria per Tiempos compulsivos
  - 2013 – Candidatura alla mejor actriz protagónica en drama per En terapia
- Premio Sur
  - 2012 – Candidatura alla mejor actriz protagónica per Dos más dos
- Premio Hugo al Teatro Musical
  - 2010 – Candidatura come revelación femenina per Corazón idiota
- Premio ACE
  - 2015 – Candidatura all'actriz protagónica drama y/o comedia dramática per Venus en piel
- Premio Cóndor de Plata
  - 2022 – Candidatura alla mejor actriz de reparto per El gerente
  - 2022 – Candidatura alla mejor actriz protagonista en comedia per Terapia di coppia…aperta[10]

## Doppiatrici italiane
- Nelle versioni in italiano delle opere in cui ha recitato, Carla Peterson è stata doppiata da:
- Rachele Paolelli in Medianeras - Innamorarsi a Buenos Aires
- Laura Lenghi in Felice o quasi[11]
- Sabrina Duranti in Terapia di coppia…aperta
- Franca D'Amato in L'eternauta